# Gotardo de Hildesheim

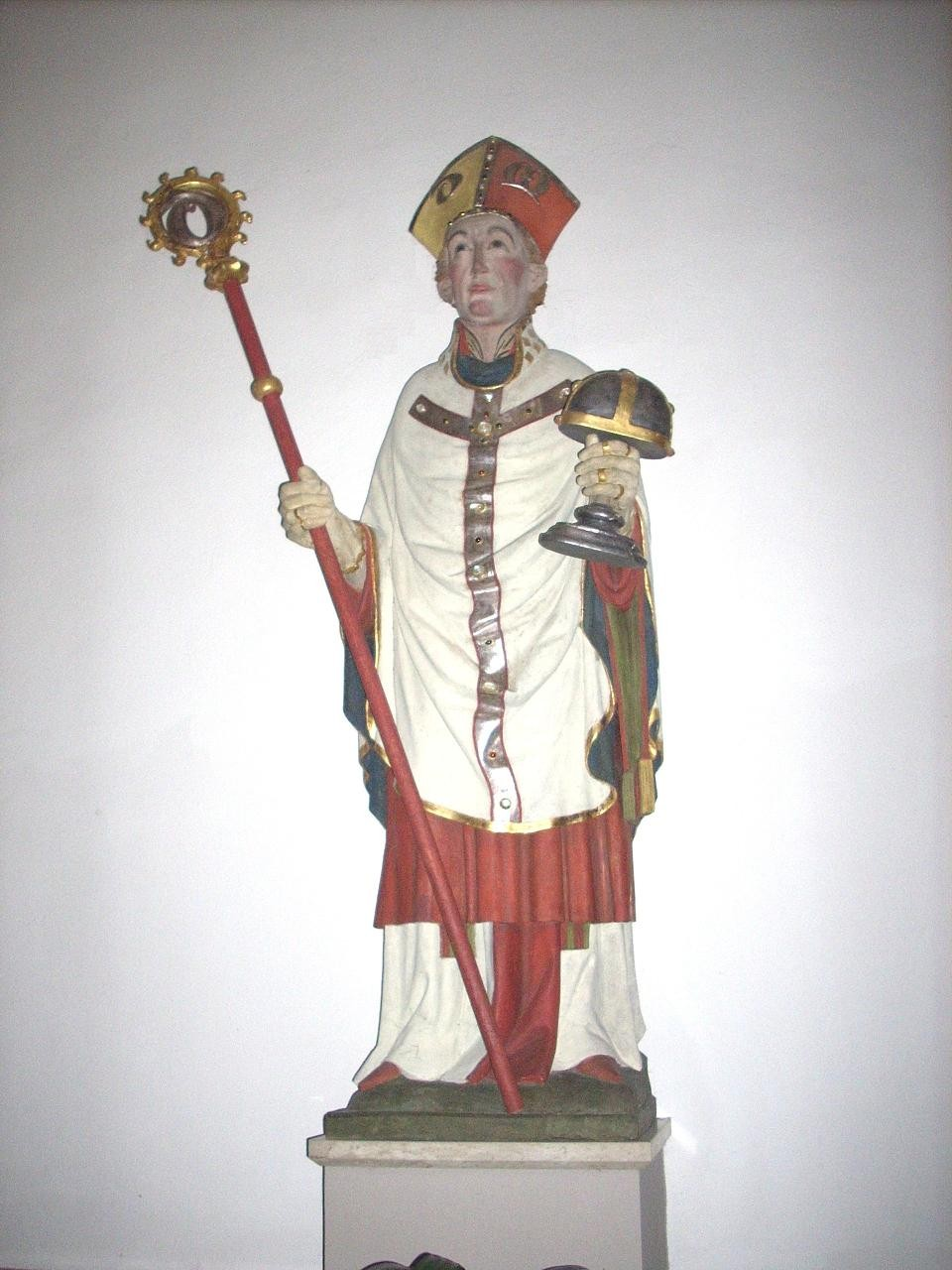
Estatua de san Gotardo en Hildesheim

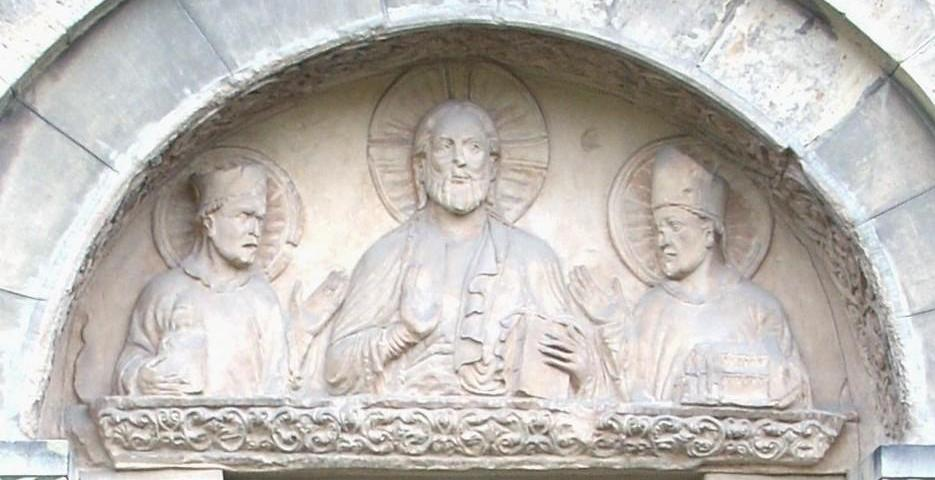
Tímpano representando a Cristo, san Gotardo y san Epifanio de Pavía, en la basílica de San Godehard, en Hildesheim

San Gotardo o Gotardo de Hildesheim (Reichersdorf, cerca de Niederalteich, distrito de Deggendorf, Baja Baviera, 960-Hildesheim, Baja Sajonia, 5 de mayo de 1038) fue obispo de Hildesheim. Es uno de los santos más representativos de la Edad Media.
Su padre era Ratmund, vasallo de los monjes de la abadía de Niederaltaich. Gotardo se educó en el mismo lugar y estudió humanidades y teología bajo la guía del maestro Uodalgisus.
Luego fue sirviente en la corte del arzobispo de Salzburgo (Austria), donde trabajó como administrador.
Después de viajar por varios países (incluida Italia) como monje vagabundo, Gotardo completó sus estudios como sirviente de Liutfrid en la escuela de la catedral de Passau.
Cuando Enrique II de Baviera decidió transformar la casa capitular de Niederaltaich en un monasterio benedictino, Gotardo permaneció como novicio, y en 990 se convirtió en monje, bajo el abad Ercanbert. En 993, fue ordenado sacerdote y llegó a ser prior y rector de la escuela de novicios. En 996, fue elegido abad e introdujo en su monasterio las reformas de Cluny.
Ayudó a revivir la regla de san Benito, que luego le proveyó abades para las abadías de Tegernsee, Hersfeld y Kremsmünster para restaurar la observancia benedictina, bajo el patronazgo del emperador Enrique II.
El 22 de diciembre de 1022, Aribo (arzobispo de Maguncia) le nombró obispo de Hildesheim. Consiguió fondos para construir unas treinta capillas en la zona. Después de una breve enfermedad, murió el 5 de mayo de 1038.

## Veneración
Los sucesores de Gotardo en el episcopado de Hildesheim, Bertoldo (obispo entre 1119 y 1130) y Bernardo II (obispo entre 1130 y 1153), impulsaron su rápida canonización. Esta se logró en 1131, durante el primer año del obispado de Bernardo II, y tuvo lugar en un sínodo de obispos en Reims. Allí, el papa Inocencio II, en presencia de Bernardo II y de Norberto de Xanten, lo nombraron oficialmente santo.
El 4 de mayo de 1132, el obispo Bernardo II trasladó el cadáver de Gotardo (que sus devotos consideraban reliquias) desde la iglesia abacial hasta la catedral de Hildesheim. El 5 de mayo se realizó la primera festividad litúrgica en honor de Gotardo. Sus atributos fueron el dragón (representación del demonio) y la maqueta de una capilla.
Inmediatamente se empezaron a atribuir toda clase de milagros a su cadáver. Su veneración se difundió por Escandinavia, Suiza y la Europa Oriental.
Se le consideraba el patrono de los vendedores viajantes y se le invocaba para curar la fiebre, la hidropesía, la gota, para curar niños con toda clase de enfermedades infantiles y aliviar los dolores del parto. También se le invocaba contra el granizo y los peligros en el mar
Es famoso su hospicio para viajeros cerca de Hildesheim (el Mauritius Stift).